# Cornelio Vinay
Cornelio Vinay (Trieste, 16 dicembre 1913 – 3 dicembre 2009) è stato un politico italiano.

## Biografia
Nato a Trieste nel 1913 da Pietro Giosuè Vinay di Villasecca, insegnante di italiano nelle scuole evangeliche della città, e di Iside Saccomani, membro della comunità battista di La Spezia, fu il minore di quattro fratelli (Tullio, Valdesina e Valdo).
Trasferitosi ad Arezzo ed iscrittosi al Partito Socialista Italiano, venne eletto consigliere comunale nel 1956, anno nel quale il comune aretino attraversò una crisi di governabilità che impedì l'elezione del sindaco e portò all'immediato commissariamento. L'anno successivo fu nuovamente rieletto e il 22 giugno 1957 ricevette la carica di sindaco di Arezzo, guidando la città con una maggioranza composta da socialisti e comunisti. Fu riconfermato per un secondo mandato nel 1961, ma in seguito ad una nuova crisi interna alla giunta rassegnò le dimissioni da sindaco nell'estate 1963; al suo posto, fu eletto Aldo Ducci.
Nel 1966 passò al Partito Socialista Italiano di Unità Proletaria, che nel 1972 confluirà nel Partito Comunista Italiano. Nel 1975 fu eletto consigliere della Provincia di Arezzo. Dal 1974 al 1985 fu presidente dell'Ente provinciale per il turismo, fondando e dirigendo il Notiziario turistico della provincia di Arezzo.